# Donja Dubrava
Donja Dubrava  è un comune della Croazia di 2 274 abitanti della Regione del Međimurje.